# Поліянівська сільська рада
Поліянівська сільська рада — колишня адміністративно-територіальна одиниця та орган місцевого самоврядування у Новоград-Волинському, Соколовському районах і Новоград-Волинській міській раді Волинської округи, Київської й Житомирської областей Української РСР та України з адміністративним центром у с. Поліянівка.

## Населені пункти
Сільській раді були підпорядковані населені пункти:
- с. Поліянівка
- с. Вироби
- с. Малинівка

## Населення
У 1926 році чисельність населення сільської ради становила 630 осіб.
Кількість населення ради, станом на 1931 рік, становила 665 осіб.
Відповідно до результатів перепису населення СРСР, кількість населення ради, станом на 12 січня 1989 року, становила 562 особи.
Станом на 5 грудня 2001 року, відповідно до перепису населення України, кількість мешканців сільської ради становила 540 осіб.

## Склад ради
Рада складалася з 12 депутатів та голови.

### Керівний склад сільської ради
| ПІБ                          | Основні відомості                                                             | Дата обрання | Дата звільнення |
| ---------------------------- | ----------------------------------------------------------------------------- | ------------ | --------------- |
| Сосновський Петро Степанович | Сільський голова, 1961 року народження, освіта, член народної партії          | 26.03.2006   | 31.10.2010      |
| Заєць Микола Данилович       | Сільський голова, 1955 року народження, освіта середня загальна, безпартійний | 31.10.2010   |                 |

Примітка: таблиця складена за даними джерела

## Історія
Створена 27 жовтня 1926 року в с. Поліянівка Несолонської сільської ради Новоград-Волинського району Волинської округи.
Станом на 1 вересня 1946 року сільська рада входила до складу Новоград-Волинської міської ради Житомирської області, на обліку в раді перебувало с. Поліянівка.
11 серпня 1954 року, відповідно до указу Президії Верховної ради Української РСР «Про укрупнення сільських рад по Житомирській області», підпорядковано села Вируби (Вироби) та Недбаївка (згодом — Малинівка) ліквідованої Недбаївської сільської ради Новград-Волинської міської ради.
На 1 січня 1972 року сільська рада входила до складу Новоград-Волинського району Житомирської області, на обліку в раді перебували села Вироби, Малинівка та Поліянівка.
У 2017 році територію та населені пункти ради включено до складу новоствореної Брониківської сільської територіальної громади Новоград-Волинського району Житомирської області.
Входила до складу Новоград-Волинського (27.10.1926 р., 15.09.1930 р., 4.06.1958 р.), Соколовського (20.06.1930 р.) районів та Новоград-Волинської міської ради (1.06.1935 р.).